# Billet de 5 dollars américains
Recto
Verso
Le billet de 5 dollars est un billet de banque d'une valeur de cinq dollars actuellement en circulation aux États-Unis. Le recto du billet est à l'effigie de l'ancien président américain Abraham Lincoln, portrait gravé d'après une photographie de Mathew Brady datant de 1864. Le verso quant à lui représente le Lincoln Memorial.
Ce type de billet a été émis dans sa première version en 1928 (en).
Le Bureau of Engraving and Printing déclare que la durée de vie moyenne d'un billet de 5 dollars en circulation est de 5 ans et demi avant qu'il ne soit remplacé à cause de l'usure. Environ 6 % de la masse de papier utilisée pour produire des billets aux États-Unis par le Bureau du Trésor américain de la gravure et de l'impression (en 2009) l'était pour des billets de 5 dollars.

## Conception actuelle
Le nouveau billet de 5 $ a été dévoilé le 20 septembre 2007 et a été mis en circulation le 13 mars 2008 lors d'une cérémonie au « cottage » du président Lincoln. De nouvelles fonctionnalités et une sécurité améliorée permettent de l'authentifier plus facilement et à contrario le rend plus difficile à reproduire pour les contrefacteurs potentiels. Le nouveau billet de 5 $ a ainsi :
- Des filigranes : il y a désormais deux filigranes. Un premier représentant un chiffre « 5 » en filigrane qui est situé dans un espace blanc à la droite du portrait et remplaçant le précédent filigrane (portrait du président Lincoln) se trouvant sur les précédents billets. Un second filigrane — une nouvelle colonne de 3 petits « 5 » — a été ajouté et positionné à la gauche du portrait.
- Un fil de sécurité : le fil de sécurité intégré est vertical et est désormais situé à la droite du portrait. Les lettres « USA » suivies par le chiffre « 5 » dans un autre motif sont visibles le long du fil des deux côtés du billet. Le fil tire vers le bleu lorsqu'il est soumis à la lumière ultraviolette (lumière noire).

### Caractéristiques de conception
Les nouveaux billets de 5 $ restent de la même taille et utilisent les mêmes — mais améliorés — portraits et images historiques. La différence la plus notable est la coloration violet clair au centre du billet et qui tire vers le gris près des bords.
Semblable aux récents changements apportés aux billets de 10 $, 20 $ et 50 $, le nouveau billet de 5 $ comporte un symbole américain de liberté imprimée au verso : le grand sceau des États-Unis, avec un aigle et un bouclier. Il est imprimé en violet à droite du portrait. Un arc d'étoiles pourpres entoure à la fois le sceau et le portrait.
Lorsque le Lincoln Memorial a été construit, le nom des 48 États ont été gravés sur lui. L'image du Lincoln Memorial sur le billet de 5 $ ne contient que les noms de 26 États. Ce sont les 26 États pouvant être vus sur la façade du Lincoln Memorial qui sont représentés sur le billet de 5 $.

### Éléments de conception supplémentaires
- Au verso du billet, un chiffre 5 plus grand et violet apparaît en bas à droite pour aider les malvoyants à distinguer de quel billet il s'agit. Ce « grand » 5 inclut également les mots « USA FIVE » en lettres minuscules blanches.
- Les bords ovales autour du portrait du président Lincoln sur le recto, et la vignette du Lincoln Memorial au verso ont été supprimés. Les deux gravures ont été améliorées.
- De petits « 05 » sont imprimés à gauche du portrait sur le recto du billet et également au verso du billet à droite du Lincoln Memorial. Les zéros des « 05 » représentent la « constellation EURion » pour prévenir de la reproduction du billet.

### Autres caractéristiques
- Micro-impressions: Le billet de 5 $ redessiné dispose de micro-impressions. 
  - Au recto du billet, dans 3 zones, la gravure de textes minuscules les mots « FIVE DOLLARS » peuvent être trouvés répétés à l'intérieur des bordures gauches et droites du billet ;
  - Toujours au recto, les mots « E PLURIBUS UNUM » apparaissent au-dessus du bouclier dans le Grand Sceau ;
  - Au recto le mot « USA » est répété entre chaque bande du bouclier ;
  - Enfin, au verso du billet les mots « USA FIVE » apparaissent le long d'une arête du « grand » 5 violet.

Parce qu'elles sont trop petites, ces micro-impressions sont difficilement reproductibles.